# بندان (بشرویه)
بندان یک منطقهٔ مسکونی در ایران است که در دهستان علی‌جمال واقع شده‌است. براساس سرشماری مرکز آمار ایران در سال ۱۳۹۵، بندان ۵۸ نفر جمعیت دارد.